# Relations entre l'Iran et le Maroc
Les relations entre la république islamique d'Iran et le royaume du Maroc sont dans l'ensemble inexistantes, et les relations diplomatiques entre les deux nations ont souvent été compromises par des différends. À plusieurs reprises, l'Iran et le Maroc ont pratiquement ou complètement rompu leurs relations diplomatiques.

## Historique
L'Iran a rompu toutes relations diplomatiques avec Rabat en 1981, en réponse à la décision du roi Hassan II d'accorder l'asile au shah Mohammad Reza Pahlavi en exil. Il faut attendre près d'une décennie pour que les relations se dégèlent suffisamment pour renouer les liens. Abderrahmane Youssoufi, alors Premier ministre du Maroc, conduit alors la première délégation marocaine en république islamique d'Iran . Les liens économiques se sont considérablement intensifiés ces derniers temps.
Le 6 mars 2009, le roi Mohammed VI du Maroc a rompu les relations diplomatiques avec l'Iran, en invoquant plusieurs raisons. Le ministère marocain des Affaires étrangères a déclaré le vendredi suivant dans un communiqué de presse que le Maroc avait rompu ses relations diplomatiques à cause de l'ingérence de Téhéran dans les affaires internes du Bahreïn et du prosélytisme chiite de l'Iran dans le Maroc sunnite.
En février 2014, les deux pays ont déclaré qu'ils rétablissaient leurs relations diplomatiques.
Le 2 mai 2018 cependant, le Maroc coupe à nouveau ses relations diplomatiques avec l'Iran. Selon le ministère marocain des Affaires étrangères, la décision a été prise car l'Iran aurait fourni un soutien financier et logistique au mouvement sécessionniste Polisario par l'intermédiaire du Hezbollah,.
En décembre 2020, l'Iran critique la décision du Maroc de reconnaître Israël. Néanmoins, en octobre 2021, l'Iran manifeste sa volonté d'avoir des relations amicales avec le Maroc, considérant les motifs ayant mené à la rupture comme "infondés".

Le mercredi 29 novembre 2023, la chaîne d’information israélienne I24News a dévoilé la relation entre le Front Polisario, le Hezbollah libanais et  l’Iran. Elle a également apporté des preuves en publiant des «leaks» d’une conversation téléphonique enregistrée après le 7 octobre 2023, entre Mustapha Lamine, ambassadeur du Polisario au Levant, en Syrie et au Moyen-Orient, et un ancien agent d’un pays du Proche-Orient, spécialiste du Hezbollah, nommé Abdellatif. Cette conversation téléphonique a révèlé l'existence des liens idéologiques et financiers  entre le Polisario et les gardiens de la révolution(le corps d'élite de l'armée iranienne)via le Hezbollah le premier allié de Téhéran. Les liens financières  se font par le moyen de la hawala "Tirs", qui est un un réseau informel de blanchiment d'argent et de transfert de fonds d'un lieu à un autre par le biais de courtiers.,,,